# 오니니와 요시나오
오니니와 요시나오(일본어: 鬼庭良直 おににわ よしなお[*], 에이쇼 10년(1513년) ~ 덴쇼 13년 음력 11월 17일(1586년 1월 6일))은 센고쿠 시대부터 아즈치모모야마 시대의 무장이다. 오니니와 쓰나모토, 가타쿠라 기타(쓰나모토의 배다른 누나)의 아버지다. 에치젠 후지와라성 사이토씨의 사이토 사네모리의 후예라고 칭했다. 불명은 사게쓰사이(左月斎).

## 생애
덴분의 난(天文の乱)에서는 아버지 오니니와 모토자네와 함께 다테 하루무네 측에 붙었다. 무용이 뛰어나 중용되었으며 하루무네로부터 2천석을 받고 일문중과 나란히한다는 후대를 받았다. 하루무네가 죽을 무렵 은거하여 사게쓰사이(左月斎)라 칭했다.
1585년, 히토토리바시 전투에서는 다테 마사무네는 은거한 요시나오의 노령에도 불구, 지휘를 맡겨 마사무네로부터 금빛의 지휘봉을 받았다고 한다. 이것을 보아, 오니니와 요시나오가 얼마나 마사무네로부터 두터운 신임을 받고 있었는지 알 수 있다. 이 때 노란색 비단의 모자를 쓰고 싸워, 200명 이상의 적군을 베어 수급을 취했다고 한다.
이 싸움은, 여러 가지 경위도 있어 성급하게 나아가고 있던 다테군이 남 오슈연합군 3만의 공세를 받게 된 결사의 방어전 이었다. 요시나오는 전투 도중에 이와키 가문의 가신 구보타 주로에게 전사하지만, 이 죽음은 다테 마사무네가 위기를 벗어날 수 있게 만든다.